# Ковальчик Юрій Іванович
Юрій Ковальчик (* 31 січня 1963, Львів) — український фотограф. Член Національної спілки фотохудожників України.

## Освіта
Закінчив Львівський національний університет за спеціальністю «математик» (1980-1985), Дрогобицький педагогічний університет за спеціальністю «практичний психолог» (2003-2004), Львівський медичний інститут за спеціальністю «психоаналітик» (2000-2004). Доктор фізико-математичних наук, професор, завідувач кафедри вищої математики у Львівському національному аграрному університеті.

## Фототвори
Фотографує з 1985 року. Автор понад 20 персональних виставок, артдиректор міжнародної творчої групи «Білий квадрат», ініціатор створення Українського товариства альтернативної фотографії. Своїм учителем Ковальчик називає покійного художника Володимира Богуна на прізвисько Сюр.  
На початку 2000-х працював волонтером. І вчився в психіатричній лікарні на Кульпаркові: «Хотів відобразити на фото те, що може побачити учасник процесу, а не сторонній спостерігач. Львівська психіатрична лікарня – це ще й історичне місце. Моїми моделями були психіатри, психологи, психотерапевти та їхні пацієнти. Фах накладає відбиток. Дехто з друзів, коли побачив ті світлини, не міг зчитати з обличчя, хто ж лікарі, а хто – пацієнти». 
Друкує свої роботи на спеціальному фотопапері, який виготовляє шляхом нанесення на спеціальний картон унікальної емульсії, виробленої по власному рецепту — це старовинна техніка під назвою «емульсіографія». Виготовлення однієї світлини займає кілька днів. 
У травні 2005 року у Львові в галереї «Дзиґа» відбулася персональна виставка Юрія Ковальчика «Запах жінки», на якій вперше в Україні були представлені художні твори з використанням емульсіографії.
Твори Юрія Ковальчика представлені в Музеї історії фотографії у Кракові та фондах Музею історії фотографії Алінарі у Флоренції.

### Реалізовані проекти
- Цикл «Запах жінки» (2000-2001)
- Цикл «Мої Карпати» (2000-2006)[8]